# منتخب الأوروغواي لكرة القدم الشاطئية
منتخب الأوروغواي الوطني لكرة القدم الشاطئية (بالإسبانية: Selección de fútbol playa de Uruguay) هو ممثل الأوروغواي الرسمي في المنافسات الدولية في كرة قدم شاطئية ، يديريه اتحاد أوروغواي لكرة القدم.